# Ловранська Драга
45°16′ пн. ш. 14°14′ сх. д. / 45.26° пн. ш. 14.24° сх. д.
Ловранська Драга (хорв. Lovranska Draga) — населений пункт у Хорватії, у Приморсько-Горанській жупанії у складі громади Ловран.

## Населення
Населення за даними перепису 2011 року становило 50 осіб.
Динаміка чисельності населення поселення:

## Клімат
Середня річна температура становить 9,99 °C, середня максимальна – 20,58 °C, а середня мінімальна – -1,85 °C. Середня річна кількість опадів – 1474 мм.
| Клімат поселення                              | Клімат поселення | Клімат поселення | Клімат поселення | Клімат поселення | Клімат поселення | Клімат поселення | Клімат поселення | Клімат поселення | Клімат поселення | Клімат поселення | Клімат поселення | Клімат поселення | Клімат поселення |
| Показник                                      | Січ.             | Лют.             | Бер.             | Квіт.            | Трав.            | Черв.            | Лип.             | Серп.            | Вер.             | Жовт.            | Лист.            | Груд.            |                  |
| Середній максимум, °C                         | 7,52             | 6,45             | 8,50             | 12,51            | 16,49            | 20,27            | 20,44            | 20,58            | 16,61            | 12,76            | 8,15             | 6,60             |                  |
| Середня температура, °C                       | 3,36             | 2,31             | 4,34             | 8,36             | 12,34            | 16,12            | 18,45            | 18,56            | 14,62            | 10,76            | 6,16             | 4,58             |                  |
| Середній мінімум, °C                          | −0,8             | −1,85            | 0,20             | 4,20             | 8,19             | 11,96            | 16,44            | 16,56            | 12,60            | 8,76             | 4,16             | 2,58             |                  |
| Норма опадів, мм                              | 111              | 95               | 112              | 118              | 106              | 124              | 84               | 108              | 129              | 163              | 180              | 144              |                  |
| Середньомісячна швидкість вітру, м/с          | 3.63             | 3.81             | 3.75             | 3.49             | 3.16             | 3.04             | 2.90             | 3.00             | 3.20             | 3.62             | 3.91             | 3.93             |                  |
| Середньомісячна сонячна радіація, кДж/м²·день | 4503             | 7384             | 10506            | 14912            | 19000            | 20513            | 21709            | 18407            | 13832            | 9057             | 4889             | 3810             |                  |
| --------------------------------------------- | ---------------- | ---------------- | ---------------- | ---------------- | ---------------- | ---------------- | ---------------- | ---------------- | ---------------- | ---------------- | ---------------- | ---------------- | ---------------- |
| Джерело:                                      |                  |                  |                  |                  |                  |                  |                  |                  |                  |                  |                  |                  |                  |